# Viru-Jaagupi
Viru-Jaagupi je městečko v estonském kraji Lääne-Virumaa, samosprávně patřící do obce Vinni.

## Galerie

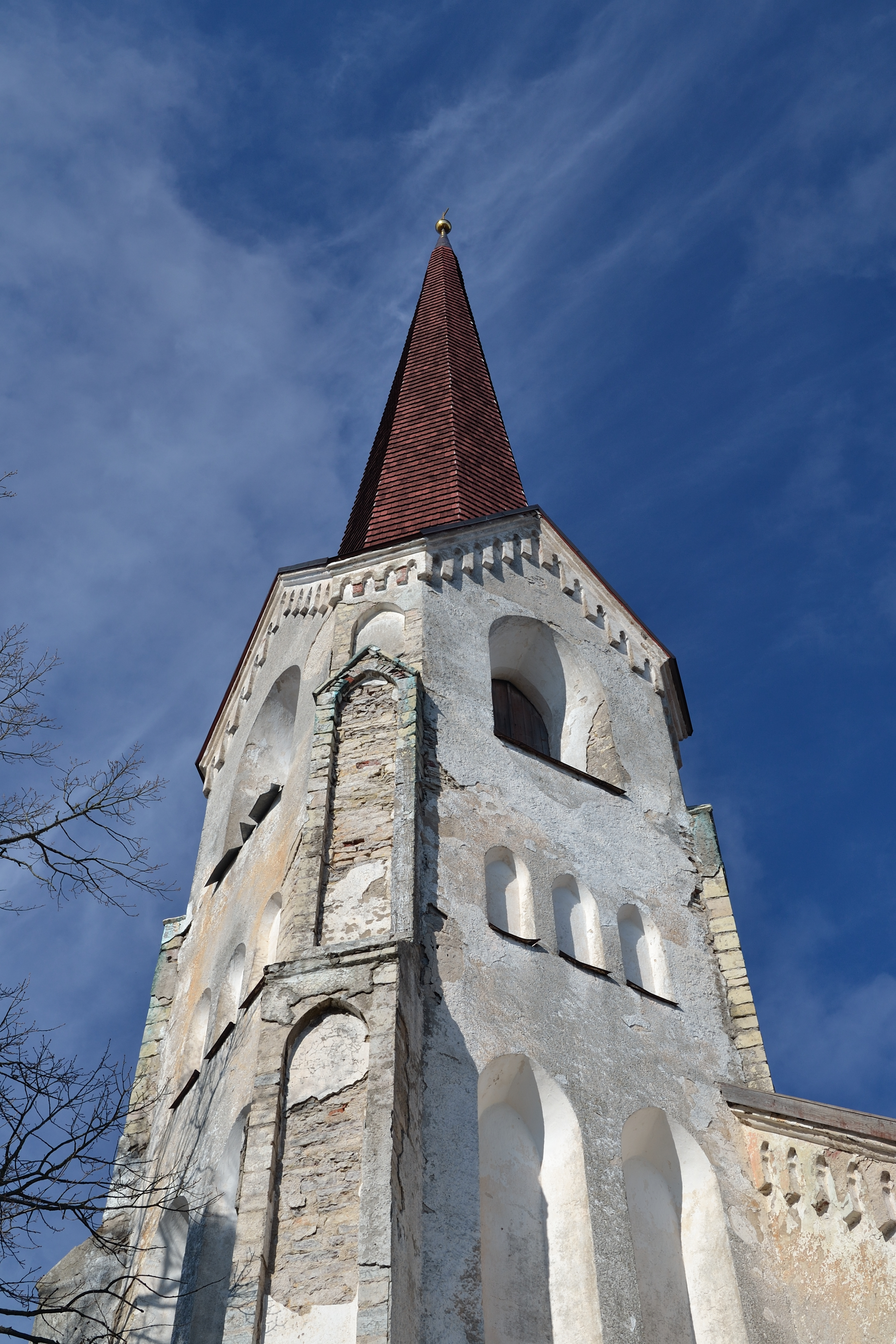
Kostelní věž
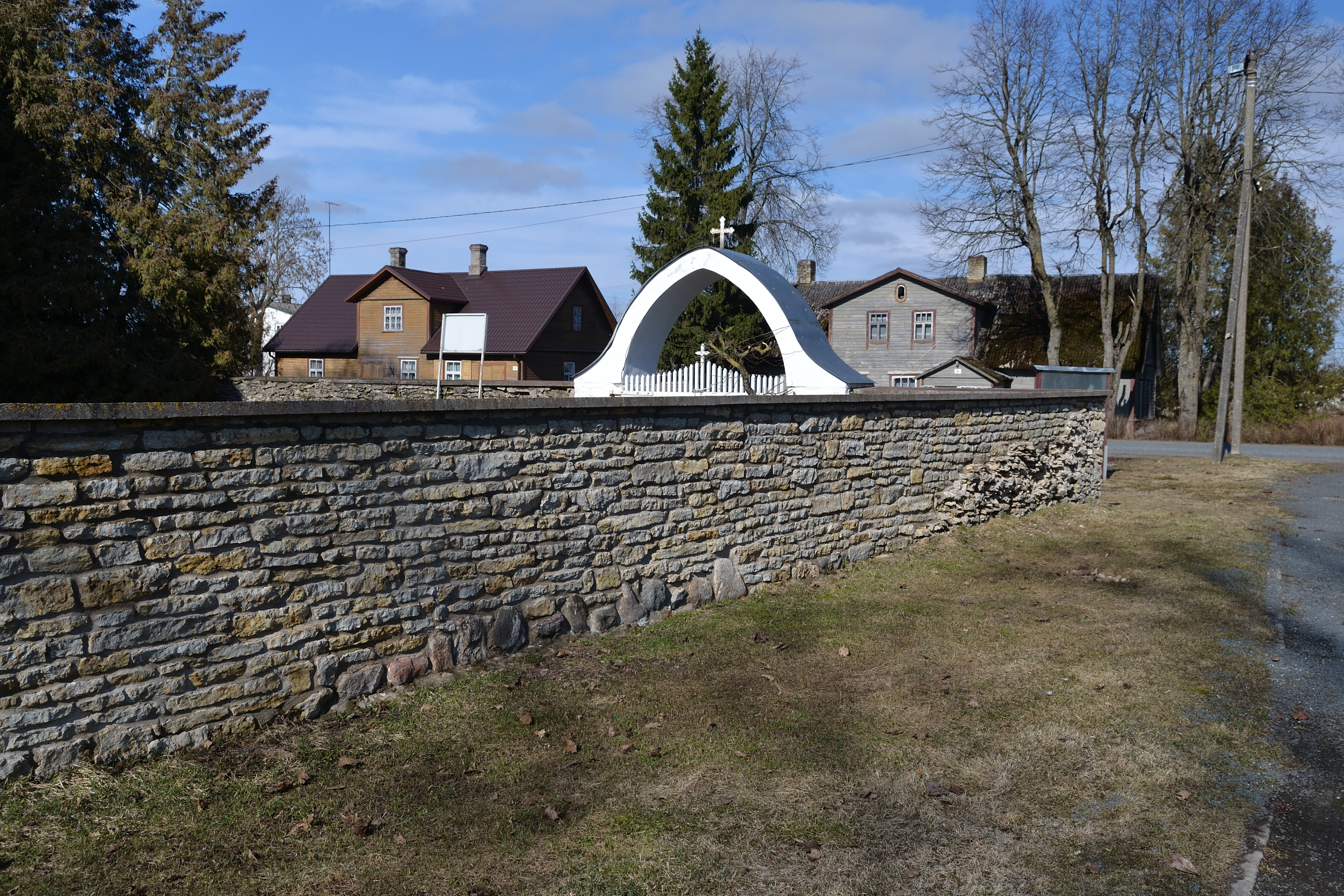
Hřbitovní zeď a brána
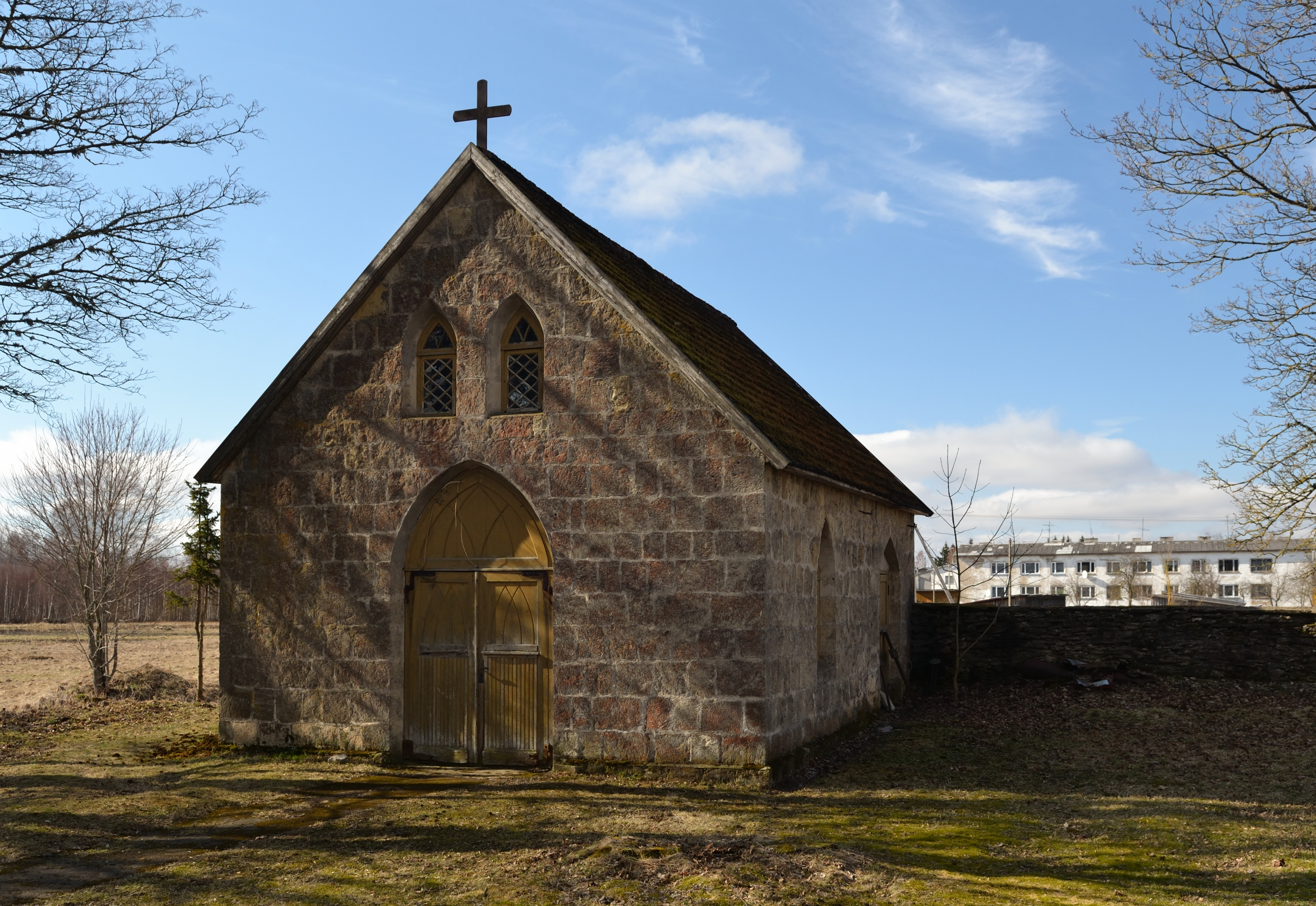
Márnice